# Cena lásky
Cena lásky (v anglickém originále Lisa's Pony) je 8. díl 3. řady (celkem 43.) amerického animovaného seriálu Simpsonovi. Scénář napsali Al Jean a Mike Reiss a díl režíroval Carlos Baeza. V USA měl premiéru dne 7. listopadu 1991 na stanici Fox Broadcasting Company a v Česku byl poprvé vysílán 10. prosince 1993 na stanici ČT1.

## Děj
Líza potřebuje nový jazýček na saxofon na školní talentovou soutěž. Homer souhlasí, že jí ho koupí, ale nejdřív navštíví Vočkovu hospodu. Když přijde do vedlejšího obchodu s hudebninami, je už zavřeno. Skleslý Homer se vrací do baru, kde najde majitele obchodu. Vočko ho přesvědčí, aby obchod znovu otevřel, ale když Homer dorazí do školy s novým jazýčkem, zjistí, že Lízino nepovedené vystoupení už skončilo. Ponížená a sklíčená ignoruje otcovy pokusy o uklidnění. Při sledování starých rodinných videí si Homer uvědomí, jak moc Lízu v průběhu let zanedbával. 
Poté, co Homerovy pokusy o nápravu vztahu s Lízou selžou, koupí jí z půjčky přes elektrárenskou spořitelnu jedinou věc, kterou si vždycky přála: poníka. Jednoho rána se Líza probudí – poník leží vedle ní v posteli. Je z něj nadšená a pojmenuje jej Princezna a otci odpustí. Homer je rád, že si ho Líza opět váží, ale Marge je naštvaná, že Homer ignoroval její varování, že si koně nemohou dovolit. 
Aby zaplatil za ustájení Princezny, pracuje Homer po nocích v Kwik-E-Martu, což ho časem vyčerpá. Marge vypráví dětem o oběti, kterou jejich otec přináší, ale říká, že Líza se musí sama rozhodnout, zda se s Princeznou rozloučí. Poté, co sleduje, jak Bart využívá nevyspalého Homera v Kwik-E-Martu, se Líza srdceryvně rozloučí se svým poníkem. Řekne Homerovi, že existuje „velké hloupé stvoření“, které miluje ještě víc než Princeznu: svého otce. Jakmile dá Homer výpověď v Kwik-E-Martu, Apu přizná, že byl jedním z jeho nejlepších zaměstnanců, přestože byl hrubý a líný.

## Produkce
Autory dílu jsou Al Jean a Mike Reiss, kteří v době vzniku seriálu byli showrunnery Simpsonových. Podle Reisse je práce showrunnera stresující, protože musí dohlížet na všechny procesy, kterými epizody procházejí. Jean a Reiss pracovali přibližně 80–100 hodin týdně, když jim bylo přiděleno psaní epizody vedle jejich běžné práce. Díl Cena lásky psali každý večer mezi 22.00 a 1.00 poté, co skončila jejich dvanácti- až čtrnáctihodinová pracovní doba. Na nápad na díl přišli, když procházeli seznam Líziných zájmů, a Jean řekl Reissovi: „Líza má ráda poníky, měli bychom jí dát poníka.“. Při zapisování nápadů na příběh se rozhodli prozkoumat důsledky toho, že v domě na předměstí mají poníka.
Díl režíroval Carlos Baeza. Tvůrce Simpsonových Matt Groening řekl, že animovat koně je „ta nejtěžší věc, kterou lze dělat“. Animátoři použili jako předlohu pro Princeznu slavnou animaci cválajícího koně od Eadwearda Muybridge a další odkazy na fotografie. Ve scéně talentové soutěže je Líza při svém vystoupení se saxofonem ozářena světlem reflektorů. Poté, co se epizoda vrátila z animačního studia v Koreji, si štáb všiml, že světlo je zbarveno do modra, takže Líza vypadá jako Šmoula. Scéna musela být ve Spojených státech upravena, efekt reflektoru byl redukován.
Žena, která prodává Homerovi poníka, je založena na herečce Katharine Hepburnové. Hlas postavě propůjčila členka štábu Tress MacNeilleová. Kuchařka Doris, která se v Simpsonových objevuje opakovaně, se v tomto dílu poprvé objevila v seriálu jako jedna z porotkyň v talentové soutěži. Její hlas namluvila supervizorka seriálu Doris Grauová, která měla „krásný, tabákem vysušený hlas“, jenž se podle štábu pro tuto roli skvěle hodil. Po smrti Grauové v roce 1995 byly postavy, které namluvila, z úcty vyřazeny, s výjimkou kuchařky Doris, která v pořadu zůstala bez mluvených rolí.

## Kulturní odkazy
Začátek epizody, ve kterém se Homerovi zdá sen o sobě samém jako o opici, je odkazem na část sci-fi filmu 2001: Vesmírná odysea z roku 1968. Režisér Simpsonových David Silverman měl potíže s tím, aby se opice podobala Homerovi, a s návrhem se potýkal několik hodin. Poté, co Homer zraní Lízu na talentové soutěži, sleduje staré domácí filmy s Lízou, včetně jednoho, na kterém je vidět, jak mladý Homer sleduje v televizi Fantasy Island, místo aby věnoval pozornost Líziným prvním krůčkům. Scéna, ve které se Líza probudí ve své posteli a objeví vedle sebe ležícího poníka, je odkazem na scénu z filmu Kmotr z roku 1972, ve které se Jack Woltz probudí a objeví ve své posteli položenou uříznutou hlavu svého oblíbeného koně. Hudební akordy použité v epizodě jsou stejné jako ve filmu, ale zkrácené. Při cestě domů z Kwik-E-Martu Homer usne za volantem a zdá se mu, že je ve Slumberlandu, nakresleném ve stylu Little Nemo in Slumberland od Winsora McCaye. Během pasáže hraje instrumentální coververze písně „Golden Slumbers“ od The Beatles. Líza volá Homerovi a do telefonu říká „I Just Called to Say I Love You dad“, což je odkaz na píseň Stevieho Wondera. 
Jedno z dětí na talentové soutěži předvádí píseň „My Ding-a-Ling“ od Chucka Berryho. Podle Jeana bylo „obrovským problémem“ vyřídit práva na tuto píseň, aby mohla být v pořadu použita. John Boylan, producent alba The Simpsons Sing the Blues, osobně apeloval na Berryho, aby pro něj píseň vymazal. Text písně „My Ding-a-Ling“ se svým šibalským tónem a narážkami způsobil, že mnoho rozhlasových stanic píseň zakázalo. To je parodováno v části, kdy ředitel Skinner vyžene dítě z jeviště dříve, než stihne doříct první řádek refrénu. Muž, jenž vlastní obchod s hudebninami, který Homer navštíví, je založen na herci Wallym Coxovi.

## Přijetí
V původním americkém vysílání skončil díl v týdnu od 4. do 10. listopadu 1991 na 35. místě v žebříčku sledovanosti s ratingem 13,8, což odpovídá přibližně 12,7 milionu domácností. Byl to ten týden nejsledovanější pořad na stanici Fox. Cena lásky vyšla spolu se Zvláštním čarodějnickým dílem na kolekci VHS v roce 1999 pod názvem Best of the Simpsons. Homerův dabér Dan Castellaneta získal za svůj výkon v této epizodě v roce 1992 cenu Primetime Emmy za vynikající hlasový výkon.
Od svého odvysílání epizoda získala pozitivní hodnocení televizních kritiků. Niel Harvey z The Roanoke Times epizodu označil za „klasický kousek Simpsonů“ a Kevin Valkenburg z The Baltimore Sun ji označil za jeden z „opravdu klasických“ dílů Simpsonových. Autoři knihy I Can't Believe It's a Bigger and Better Updated Unofficial Simpsons Guide, Warren Martyn a Adrian Wood, díl označili za „dobrou věc“ a pochválili „pěknou retrospektivu na Lízu jako dítě“. Bryce Wilson ze Cinema Blend označil Cenu lásky za jednu z nejlepších epizod o Líze a dodal, že jediná slova, která ji vystihují, jsou „pekelně vtipná“. Nate Meyers z Digitally Obsessed ohodnotil epizodu známkou 5 z 5 a pochválil ji za odkazy na Kmotra a 2001: Vesmírnou odyseu, které „filmovým fanouškům přijdou vtipné“. Meyers dodal, že vztah Homera a Lízy je „srdcem dílů a ukazuje, že Homer je víc než jen hulvát“.
Nathan Ditum z Total Filmu označil odkaz této epizody na film Kmotr za sedmou nejlepší filmovou referenci v historii seriálu, deník Star-Ledger označil odkaz  na film 2001: Vesmírná odysea za jeden z nejoblíbenějších odkazů na Stanleyho Kubricka v Simpsonových. David Eklid z deníku The Guardian uvedl, že díly jako Cena lásky a Šílený Homer dělají 3. řadu „v podstatě nejlepší sérií jakéhokoli televizního seriálu vůbec“. Molly Griffinová z The Observer poznamenala, že Cena lásky je jednou z epizod třetí řady, jež „dělají ze seriálu kulturní sílu, kterou je dnes“. Bill Gibron z DVD Verdict řekl, že Cena lásky je „neocenitelnou součástí“ seriálu, protože „propojuje staré dějové linie s novými zážitky v kombinaci s některými z nejlepších vtipů v seriálu“. Gibron udělil epizodě perfektní hodnocení 100 bodů.
Colin Jacobson z DVD Movie Guide však díl ohodnotil méně pozitivně a komentoval jej slovy: „Epizody, v nichž se Homer musí vykoupit před ostatními, nejsou žádnou vzácností a Cena lásky spadá do středu tohoto žánrového balíčku. Homerovy eskapády v Kwik-E-Martu rozhodně oživují děj a některé jeho další výstřelky dělají seriál dobrým. Cena lásky se mi líbí, ale nepovažuji ji za nabídku skvělého programu.“. Podle Grega Suareze z The Digital Bits je Cena lásky považována za oblíbený díl fanoušků. V seznamu deseti nejlepších epizod seriálu, který sestavil správce fanouškovské stránky The Simpsons Archive a zveřejnil deník USA Today, byl tento díl uveden na sedmém místě. Paul Cantor, profesor angličtiny na Virginské univerzitě, využil epizodu Cena lásky jako příklad toho, že Simpsonovi nepropagují negativní morálku a hodnoty, za což někteří kritici seriál kritizují.